# Démotiké
Démotiké, novořecky dimotiki (doslova „lidový jazyk“) či romaiki („římština“), je lidový jazyk Řeků používaný od středověku, v 19. století povýšený na spisovný. Od vydání Malé gramatiky lidového jazyka a příslušného vládního nařízení roku 1976 slouží jako základ novořeckého spisovného a úředního jazyka. V 20. století však (už před rokem 1976) byl jazyk démotiké fakticky jediným jazykem řecké literatury. 
Další tradiční spisovnou formou novořečtiny je archaizující kathareusa, která byla před rokem 1976 jazykem úřadů, vládních a právních textů. Současná úřední novořečtina z kathareusy rovněž přejala některé prvky.